# Beca

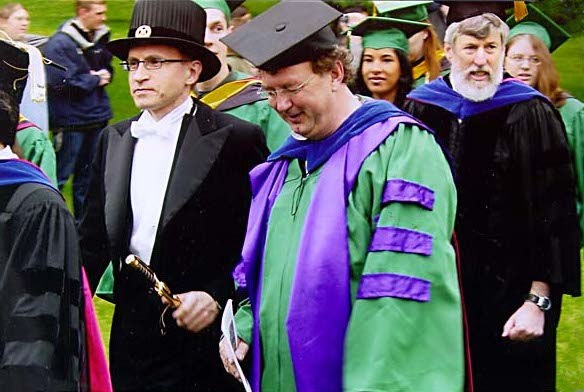
Exemplo de beca, utilizadas por estudantes

Beca (veste talar) é um traje académico, especialmente utilizado por formandos em formaturas. Quando usado por magistrados, advogados, juízes e professores universitários é comumente designado de toga. Usada durante a colação de grau dos estudantes formandos.
Veja também: Vestes talares